# Prunus subcoriacea
Prunus subcoriacea là loài thực vật có hoa trong họ Hoa hồng. Loài này được (Chodat & Hassl.) Koehne miêu tả khoa học đầu tiên năm 1915.